# Kerman (Iran)
Kerman (persisch کرمان Kermān) ist eine Stadt in der gleichnamigen iranischen Provinz Kerman. Kerman liegt 1076 km von Teheran entfernt in einer Ebene, nicht weit von der Wüste Dascht-e Lut auf 1755 m Höhe und ist teilweise von Bergen umgeben. Die Stadt hatte 738.724 Einwohner im Jahr 2016. Kerman ist eine der fünf bedeutendsten historischen Städte in Iran.

## Kultur und Geschichte
Kerman hat eine lange Geschichte und war den Griechen unter dem Namen Karamani bekannt. Ptolemäus und Ammianus Marcellinus erwähnen das Land unter dem Namen Carmania. Womöglich wurde die Stadt von dem sassanidischen König Ardaschir I. im dritten Jahrhundert gegründet. Damals wurde die Stadt Ardashir-Choreh genannt. Die Araber nannten die Stadt Bardasir oder Bardaschir und die Perser kannten sie auch unter dem Namen Guwaschir.
Kerman war traditionell ein Zentrum für die Produktion von Perserteppichen. Das bis dahin teuerste islamische Kunstwerk wurde auf einer Auktion bei Christie’s in London im Jahr 2010 ein vier Meter hoher Kerman-Teppich aus dem 17. Jahrhundert. Der Auktionspreis belief sich auf 5,5 Millionen Pfund.
In der Nähe der Stadt liegen die Ruinen der Stadt Dschiroft. In der Stadt selber lebt eine Minderheit von Zoroastriern.
Von 1048 bis 1188 war Kerman das Zentrum des Reiches der Kerman-Seldschuken, begründet von Sultan Qawurd. Sein Bruder Alp Arslan beherrschte das Reich der Großseldschuken von Persien bis Syrien, Qawurds Großcousin Sulaiman gründete das Sultanat der Rum-Seldschuken in Anatolien. Die Kerman-Seldschuken stürzten die (936–1048 herrschende) Seitenlinie der Buyiden von Kerman und verdrängten auch die Ghaznawiden aus der Region. Bald erstreckte sich ihr Reich über den Persischen Golf bzw. das Arabische Meer hinweg bis nach Oman auf der gegenüberliegenden Arabischen Halbinsel (bis etwa 1140). Danach übernahmen zunächst oghusische Militärführer in Kerman die Macht, ehe auch sie sich 1195 den Choresm-Schahs unterwerfen mussten.
Im Reisebericht Il Milione des Marco Polo vom Anfang des 14. Jahrhunderts wird Kerman als Kierman beschrieben.
Obwohl eine Mehrheit der muslimischen Einwohner sich schon im 11. Jahrhundert zur ismailitischen Schia bekannt hatte, wurde die Stadt erst 1502 von den Safawiden unter Schah Ismail I. erobert, der die Zwölfer-Schia als alleinige Staatsreligion einführte. Bis 1794 residierte in Kerman der letzte der das Land ab 1750 beherrschenden Zand-Prinzen. Bekannt wurde die Stadt durch das Massaker von Aga Mohammed Chan nach 1794, als er die Stadt vom Zand-Herrscher Lotf Ali Khan entriss. Alle männlichen Bewohner wurden wegen ihrer angeblichen Unterstützung des Lotf Ali Khans getötet oder geblendet und ein Haufen aus 20.000 Augäpfeln vor dem siegreichen Aga Mohammed Khan errichtet. Überlebende Frauen und Kinder wurden in die Sklaverei verkauft und die Stadt über neunzig Tage hin zerstört.
Im Jahr 1842 scheiterte hier ein Aufstand des ismailitischen Aga Khan I.

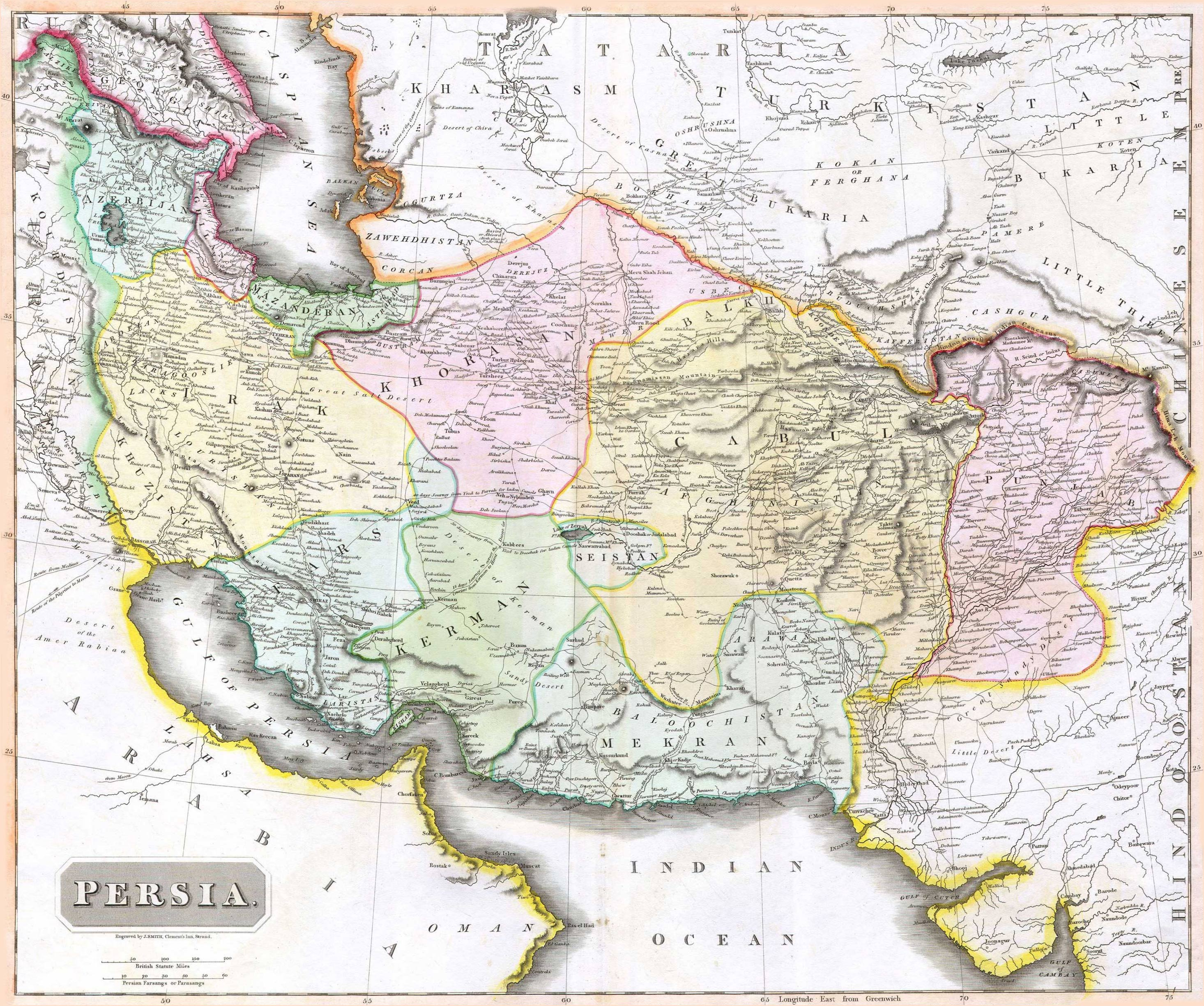
Alte Karte der großen und alten Provinz Kerman und südlich des Persischen Golfs
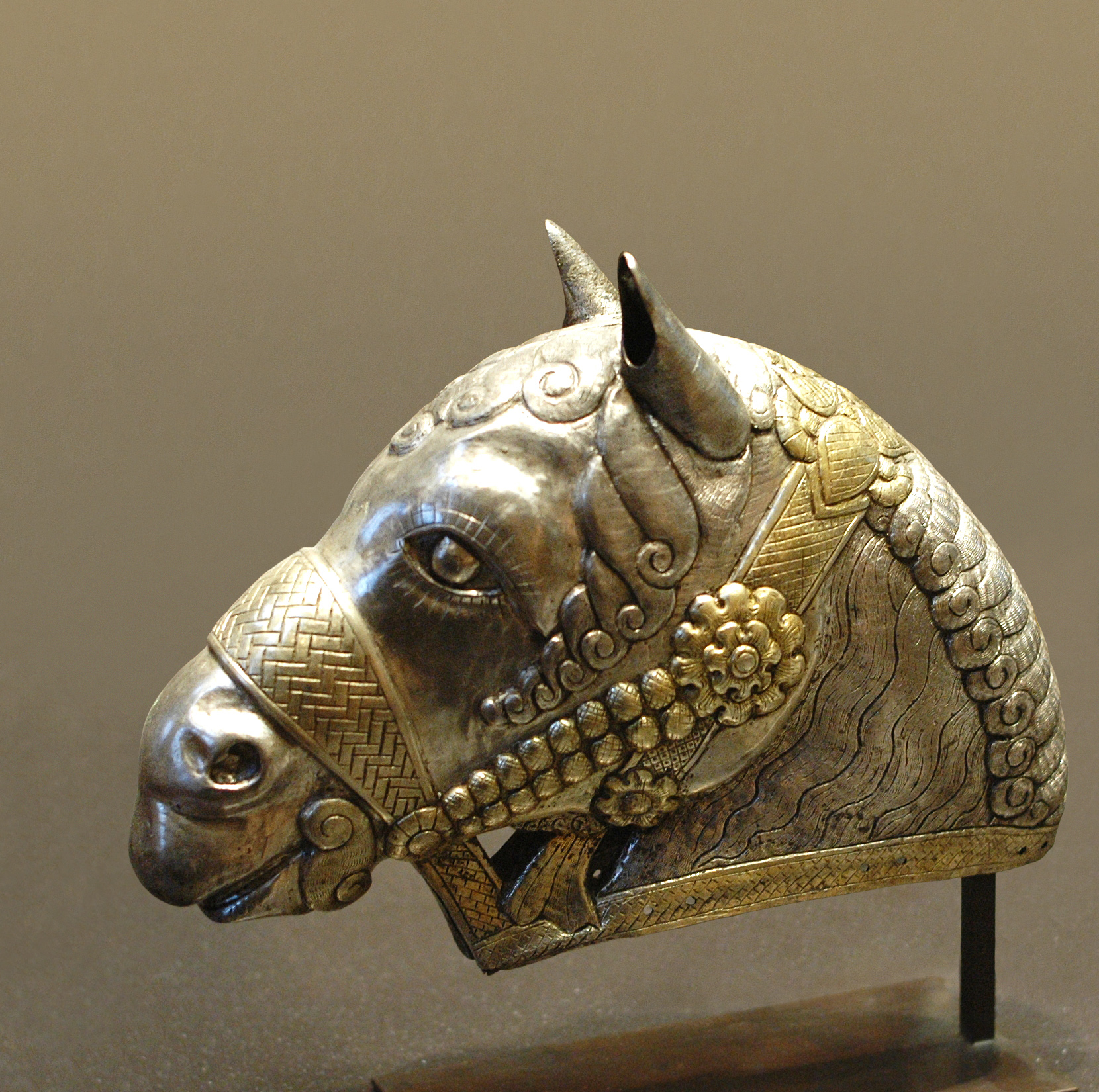
Ein Pferdekopf aus der Sassanidenära (4. Jh., gefunden in Kerman, heute im Louvre, Paris)
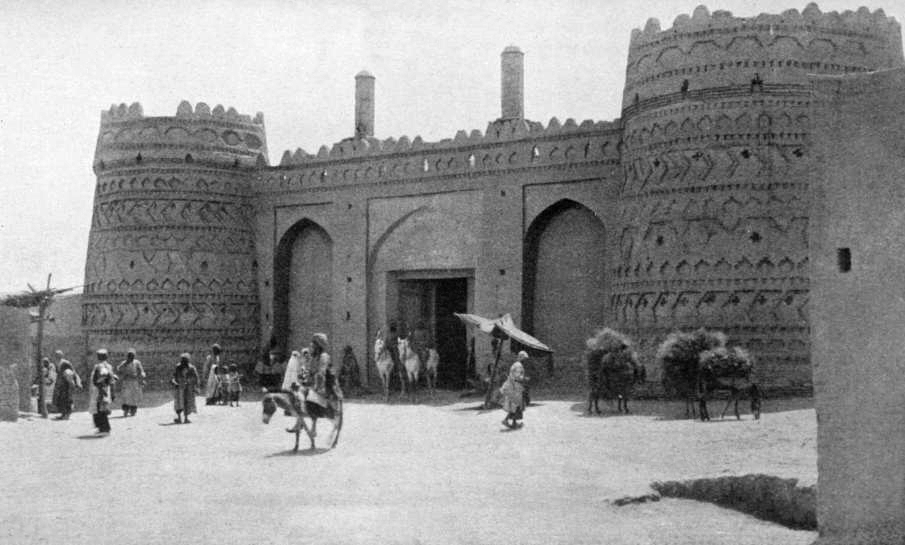
Masdschid-Tor, historisches Tor in Kerman
Die historische Kuppel von Jabalya
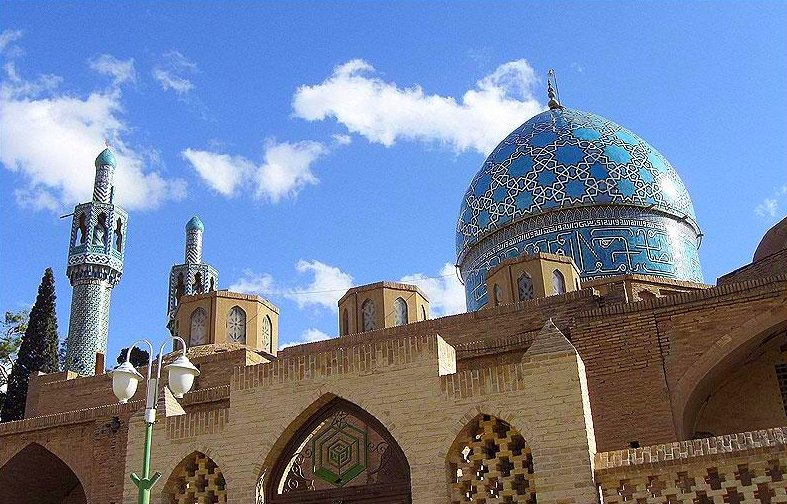
Grab des Dichters Shah Nematullah Vali
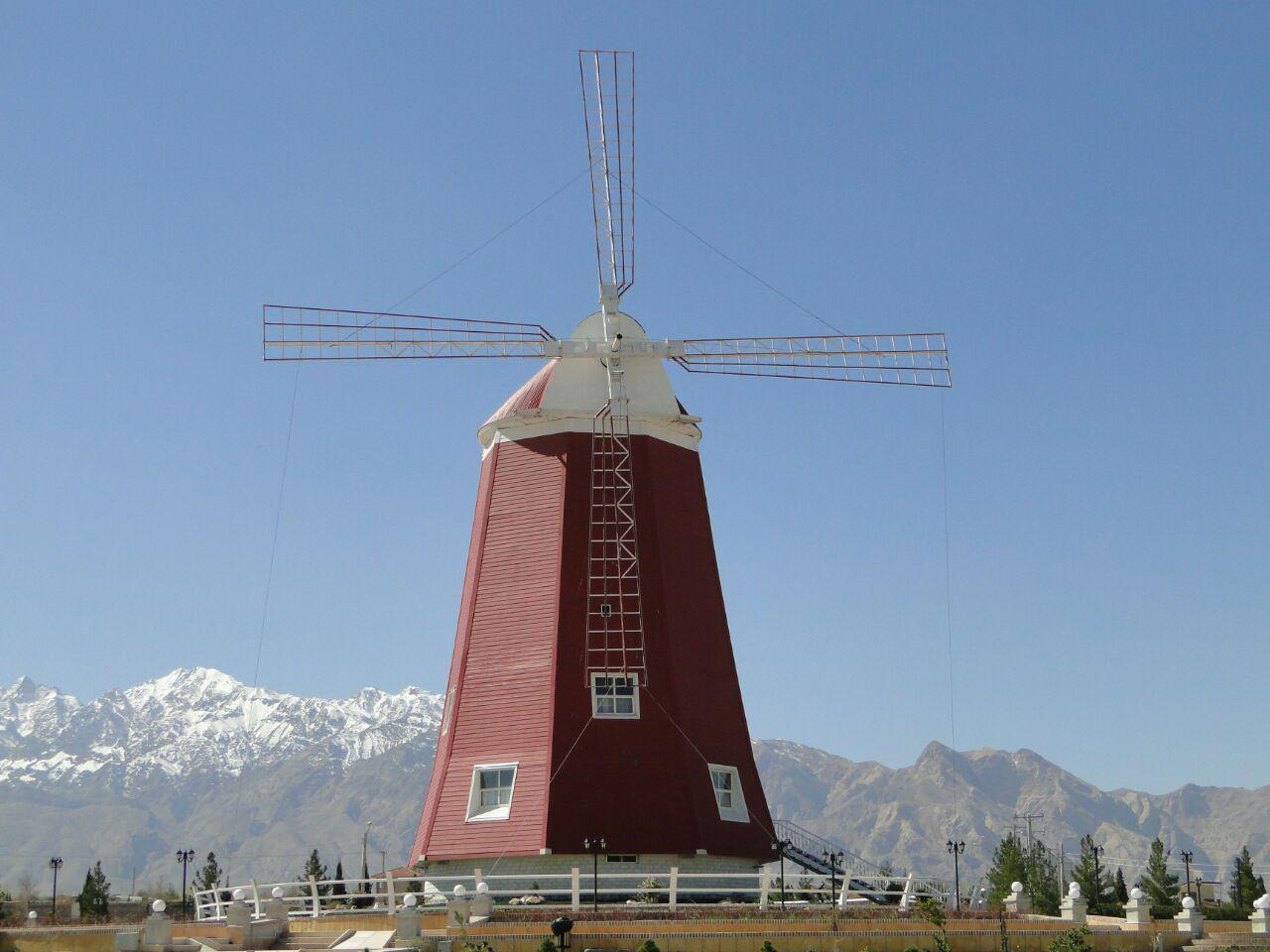
Ein interessantes Restaurant in Kerman
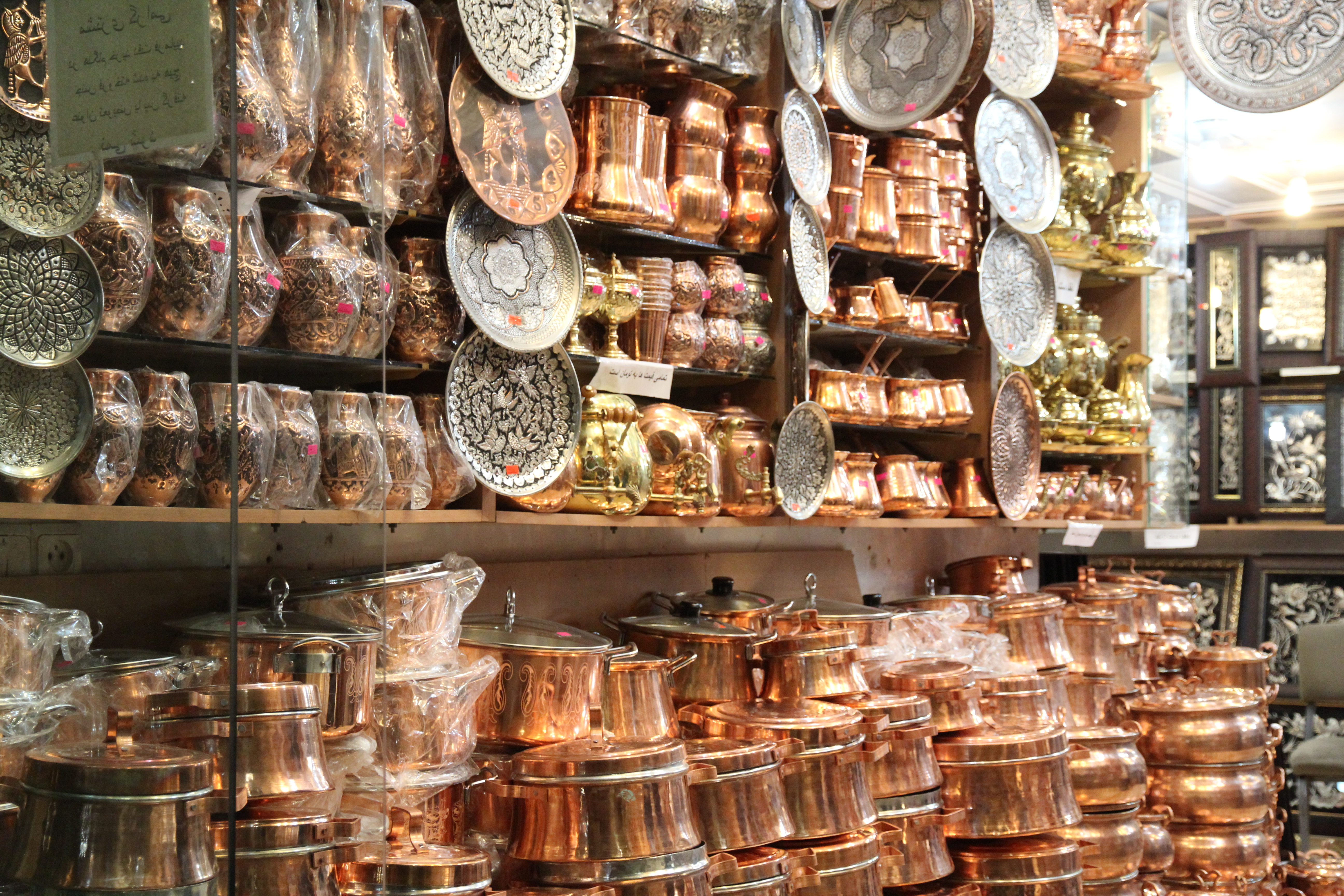
Ein Kunsthandwerksladen aus Kupfer in Kerman

Durch zwei offenbar koordinierte Bombenanschläge in Kerman 2024 starben mehr als 100 Menschen.

## Sehenswürdigkeiten

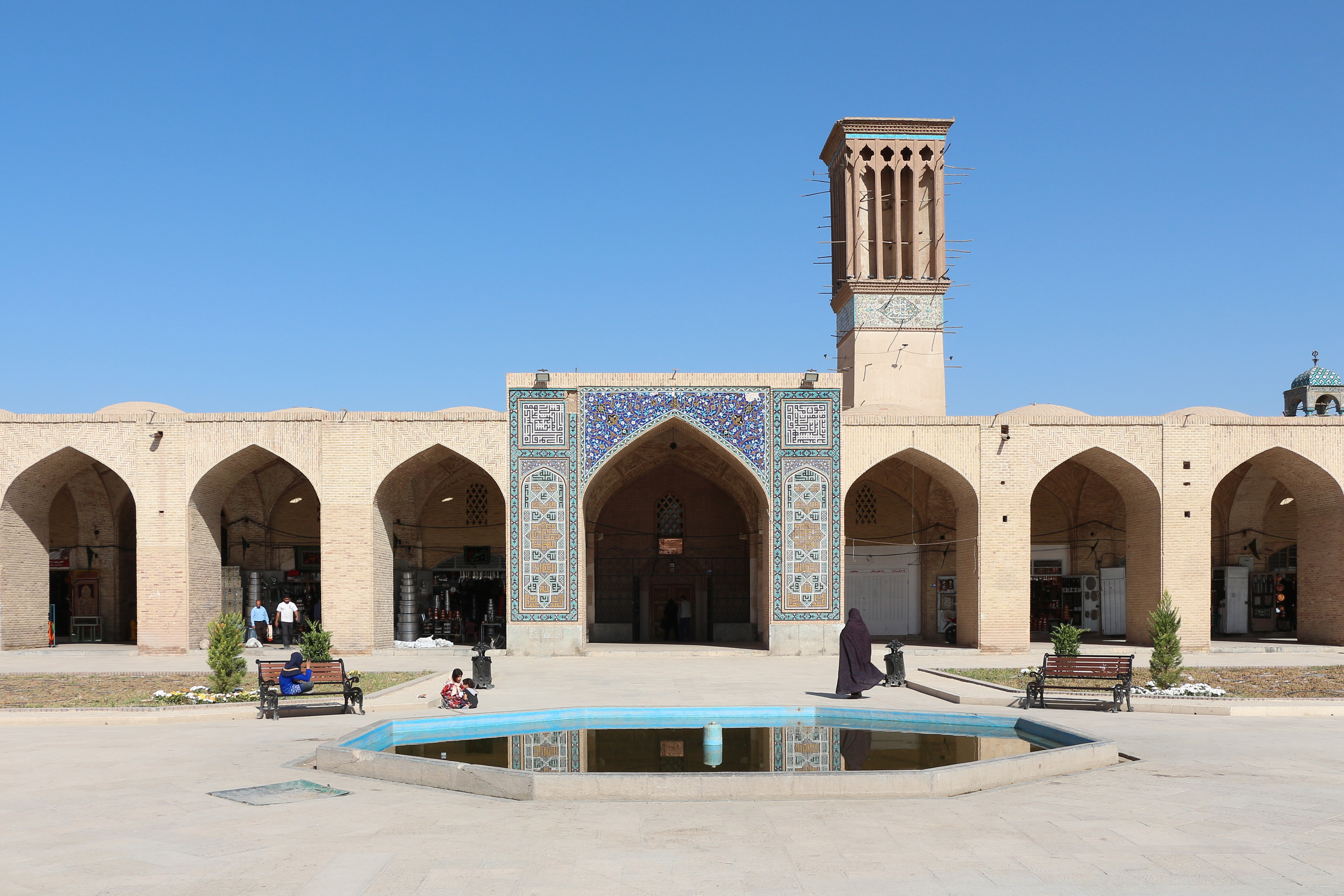
Gandschali-Komplex

Muhammad Ismail Khan erbaute für Wekil-al-Maelk (Gouverneur Mitte des 19. Jahrhunderts in Kerman) eine Karawanserai, die Karawanserai-i-Wekil. Fein gekachelte Wände und eine über einen halben Kilometer lange Hauptgeschäftsstraße (die längste Basarstraße des persischen Raums) beeindrucken den Betrachter. Die das Bauwerk überragenden Kamine sind sog. Windtürme, im typischen Stil der persischen Wüstenregionen (Kerman, Yazd oder Isfahan). Sie besitzen offene Durchzüge mit mobilen Storen, welche nach dem Wind ausgerichtet werden können. Kühlende Luft wird zu den Räumen im Erdgeschoss geleitet, welche während der heißesten Monate im Jahr gerne als Zufluchts- sogar Wohnräume aufgesucht werden, denn die Temperaturen liegen schnell zwischen 20 und 30° tiefer als in den oberen Stockwerken.
Eine besondere Sehenswürdigkeit stellen auch das Eingangsportal zur Theologischen Fakultät (Medresseh) und das Hamam des Ibrahim Khan dar. Die beiden Portale wurden Anfang des 19. Jahrhunderts erbaut. Fayencen schmücken in besonders fröhlichen Farben: Pfauen, Wasservögel und Blumen herrschen vor, daneben Textbänder in persischer Schönschrift. Auch die Innenräume halten, was die Portale bereits andeuten. Im Hamam warten Wandmalereien auf.

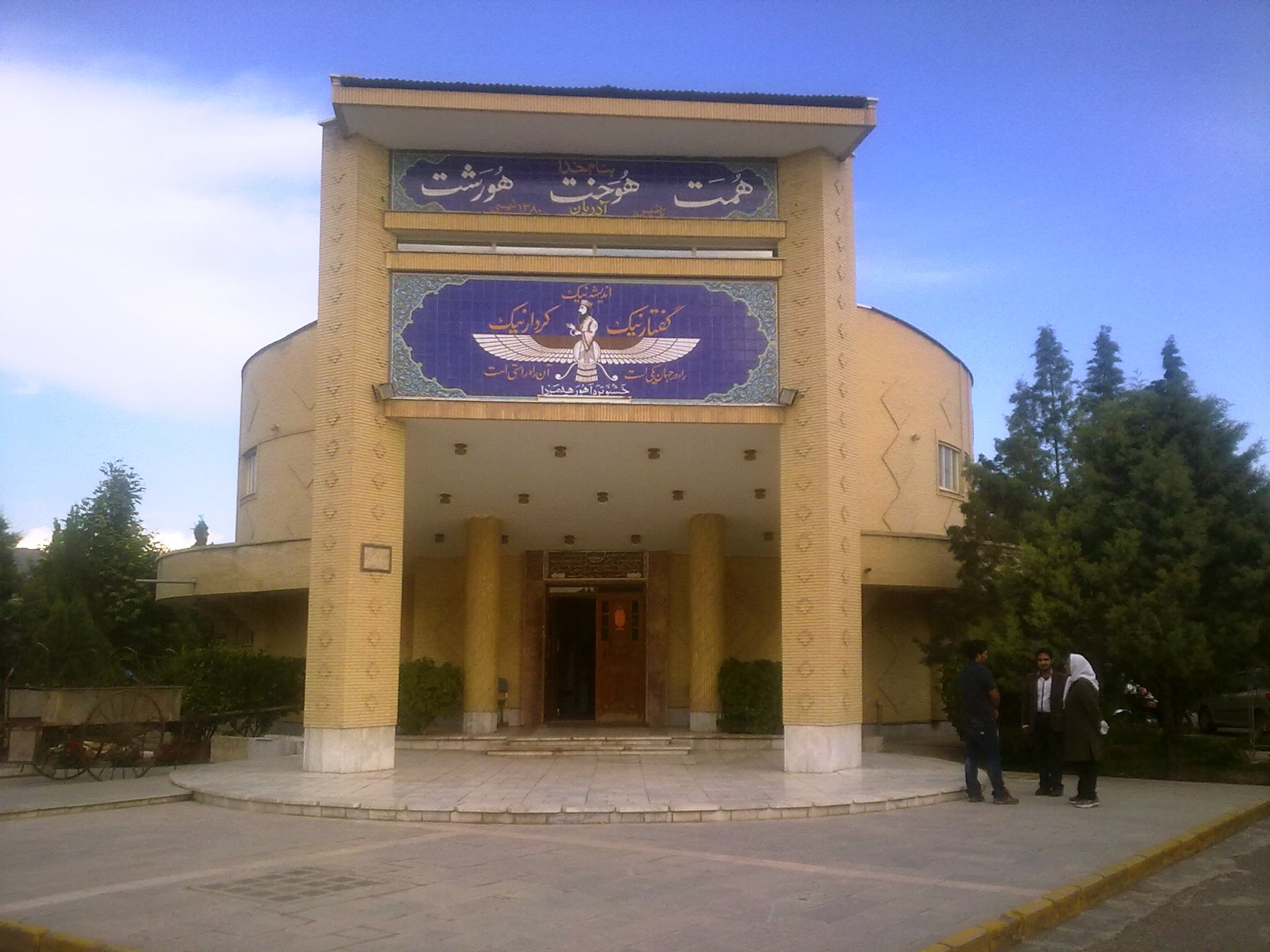
Zarathustra-Museum

## Verkehr
Die Stadt liegt an der Bahnstrecke Qom–Zahedan, der südlichen Ost-West-Eisenbahnverbindung Irans.

## Klimatabelle
|                       | Jan  | Feb  | Mär  | Apr  | Mai  | Jun  | Jul  | Aug  | Sep  | Okt  | Nov  | Dez  |   |       |
| Mittl. Tagesmax. (°C) | 12,1 | 14,8 | 18,7 | 24,3 | 29,9 | 34,9 | 35,7 | 34,3 | 31,5 | 26,0 | 19,6 | 14,5 | ⌀ | 24,7  |
| Mittl. Tagesmin. (°C) | −3,0 | −0,5 | 3,8  | 8,2  | 12,2 | 16,1 | 17,7 | 14,8 | 10,6 | 5,5  | 0,3  | −2,6 | ⌀ | 7     |
|                       |      |      |      |      |      |      |      |      |      |      |      |      |   |       |
| Niederschlag (mm)     | 29,9 | 26,0 | 34,0 | 18,9 | 11,5 | 1,2  | 1,5  | 0,5  | 0,4  | 1,6  | 5,9  | 21,5 | Σ | 152,9 |
|                       |      |      |      |      |      |      |      |      |      |      |      |      |   |       |
| Sonnenstunden (h/d)   | 6,2  | 6,8  | 6,8  | 7,4  | 9,3  | 10,7 | 10,6 | 10,5 | 10,2 | 8,8  | 8,0  | 6,5  | ⌀ | 8,5   |
|                       |      |      |      |      |      |      |      |      |      |      |      |      |   |       |
| Regentage (d)         | 6,9  | 5,9  | 7,9  | 5,8  | 3,8  | 0,7  | 0,9  | 0,5  | 0,5  | 0,9  | 2,4  | 5,2  | Σ | 41,4  |
|                       |      |      |      |      |      |      |      |      |      |      |      |      |   |       |
| Luftfeuchtigkeit (%)  | 52   | 47   | 41   | 34   | 26   | 18   | 18   | 19   | 21   | 27   | 36   | 45   | ⌀ | 31,9  |

| −3,0 |

| −0,5 |

| 3,8 |

| 8,2 |

| 12,2 |

| 16,1 |

| 17,7 |

| 14,8 |

| 10,6 |

| 5,5 |

| 0,3 |

| −2,6 |

| −3,0 |

| −0,5 |

| 3,8 |

| 8,2 |

| 12,2 |

| 16,1 |

| 17,7 |

| 14,8 |

| 10,6 |

| 5,5 |

| 0,3 |

| −2,6 |

## Hochschulen und Universitäten
- Shahid Bahonar University of Kerman
- Kerman University of Medical Sciences
- Islamic Azad University of Kerman
- Kerman Khaje-Nasir Higher Education Center

## Söhne und Töchter der Stadt
- Mohammad Dschawad Bahonar (1933–1981), Geistlicher
- Ahmad-Reza Ahmadi (* 1940), Lyriker und Kinderbuchautor
- Nosratollah Rastegar (* 1942), iranisch-österreichischer Iranist, Philologe, Literaturwissenschaftler
- Omid Pouryousefi (* 1972), Musiker
- Arash Borhani (* 1983), Fußballspieler
- Mohammad Hossein Abareghi (* 1995), Sprinter